# احسان عباس
احسان رشید عبّاس (۲ دسامبر ۱۹۲۰ – ۲۹ ژانویه ۲۰۰۳) ادیب، تاریخ‌نگار، پژوهشگر، ناقد و استاد دانشگاه فلسطینی-اردنی بود.در زادگاهش روستای عین غزال، حیفا و عکا درس خواند. سپس در دانشکدهٔ عربی قدس به تحصیل ادامه داد. از دانشکدهٔ ادبیاتِ دانشگاه قاهره در سال ۱۹۴۹م دانش‌آموخته شد. سپس در سال ۱۹۵۴م دکترای خود را گرفت. در دانشگاه خارطوم (۱۹۵۱–۱۹۶۱) و دانشگاه آمریکایی بیروت (۱۹۶۱–۱۹۸۷) نیز استاد بود. در سال ۱۹۸۷ به اردن کوچید و در کمیسیون نگارش تاریخ سرزمین شام در دانشگاه اردن همکاری نمود. در امان درگذشت و همان‌جا دفن شد.

کتابخانهٔ شخصی خود را به امان آورد که جمعاً ۸۳۰۰ کتاب را شامل می‌شد. برخی از آن‌ها به دانشگاه اردن، دانشگاه فیلادلفیای امان و جای‌های دیگر اهدا کرد.

## آثار
- تاریخ نقد ادبی نزد عرب
- تاریخ سرزمین شام
- غربة الراعی

احسان عباس همچنین آثار کهن عربی مانند وفیات الاعیان از ابن خلکان، فوات الوفیات از ابن شاکر کتبی، نفح الطیب، معجم الأدباء، دیوان ابن حمدیس را نیز بررسی، بازنویسی و بازبینی نمود.